# 2008 LC18
2008 LC18 ist ein Neptun-Trojaner, der am 7. Juni 2008 von Scott S. Sheppard und Chad Trujillo unter Benutzung des Subaru-Teleskops entdeckt wurde.
Es war das siebente derartige Objekt, das entdeckt wurde, und gleichzeitig das erste, das in der Region des nachfolgenden Lagrangepunktes L5, 60° hinter Neptun, gefunden wurde. Er hat dieselbe Umlaufzeit wie Neptun.
Er hat eine Bahnneigung von 27,5°. Dies ist die zweithöchste Bahnneigung aller bekannten Neptun-Trojaner (Stand: August 2010).
Mit einer absoluten Helligkeit von 8M,4 hat er einen geschätzten Durchmesser von etwa 100 km.
Die Entdeckung von Neptuns L5-Trojanern wird erschwert durch die Tatsache, dass sie sich in einer Region des Weltraums befinden, die auf einer Sichtlinie zum Zentrum unserer Milchstraße liegt, einem Bereich des Himmels, welcher stark von Sternen bevölkert ist. 2008 LC18 wurde in einem Bereich gefunden, in dem die Hintergrundsterne durch eine Staubwolke verdeckt werden. Die Entdeckung eines Neptun-L5-Trojaners in einem untersuchten Gebiet von 19 Quadratgrad legt nah, dass es dort 150 Neptun-L5-Trojaner mit einem Durchmesser größer als etwa 80 km (24. Größe) gibt, ähnlich der Schätzung derartiger Objekte in Neptuns L4-Schwarm.
2008 LC18 kreuzte 2011 die Ebene der Ekliptik.